# Gustaf Kinnander
Gustaf Kinnander, född den 29 juli 1878 i Jonsbergs församling, Östergötlands län, död den 7 augusti 1948 i Göteborg, var en svensk jurist. Han var son till Israel Kinnander.
Kinnander avlade mogenhetsexamen i Norrköping 1896, juridisk-filosofisk examen vid Uppsala universitet 1897 och juris utriusque kandidatexamen där 1901. Efter tingssittning och långvariga domarförordnanden blev han assessor i Svea hovrätt 1914 och tillförordnad revisionssekreterare 1918. Kinnander var häradshövding i Östbo och Västbo domsaga 1920–1945. Han blev riddare av Nordstjärneorden 1929 och kommendör av andra klassen av samma orden 1942. Kinnander vilar på Kvibergs kyrkogård i Göteborg.